# Trois Mélodies (Debussy)
Pour les articles homonymes, voir Trois Mélodies.
Les Trois mélodies sont un cycle de mélodies pour voix et piano de Claude Debussy composées en 1891 sur des poèmes de Paul Verlaine.

## Présentation
Les Trois mélodies pour une voix avec accompagnement de piano sont composées en 1891 sur des poèmes de la troisième partie de Sagesse de Paul Verlaine, respectivement no XV, no IX et no XIII du recueil,.
Debussy cède les mélodies le 30 août 1891 à l'éditeur Hamelle, qui publie les partitions séparément en 1901, avant que Fromont rachète les nos II et III le 22 juin 1907 en échange de Soir et D'une prison de Gabriel Fauré. Hamelle réinsère plus tard la no I comme no III d'un recueil de Six Mélodies. Fromont publie la no III en 1907, puis Jobert les nos II et III sous le titre de Deux mélodies pour une voix en 1924.
Les mélodies nos I et II sont créées à Paris le 16 janvier 1904 chez la princesse de Cystria, par Marthe Legrand (voix). La no III est créée le 6 décembre 1905 à Paris, salle de géographie, par Mme Camille Fourrier accompagnée par Auguste Delacroix. Les nos II et III sont également données à Paris, le 6 février 1906, à la Schola Cantorum, par Camile Fourrier accompagnée par Blanche Selva au piano.

## Structure et analyse
Les Trois mélodies, « verlainiennes jusqu'au bout des croches » selon les mots de Pierre Louÿs, sont :
1. La mer est plus belle que les cathédrales, « animé », à , dédié à Ernest Chausson ;
2. Le son du cor s'afflige vers les bois, « lent et dolent », à 
, dédié à Robert Godet (de) ;
3. L'échelonnement des haies moutonne à l'infini, « assez vif et gaiement », à 
, dédié à Robert Godet.

Pour le musicologue Denis Herlin, elles possèdent « un souffle vocal et instrumental qui laisse pressentir bien souvent les futures pages du drame lyrique de Debussy, Pelléas et Mélisande, œuvre qu'il allait commencer durant l'été 1893 ».
La première mélodie, La mer est plus belle que les cathédrales, sur le poème no XV de la troisième partie de Sagesse, est caractérisée par une « fluidité [...] qui n'exclut pas une forte densité harmonique [et] représente la première marine que Debussy ait jamais composée ».
La deuxième mélodie, Le son du cor s'afflige vers les bois, sur le poème no IX de la troisième partie de Sagesse, dévoile « ce style quasi parlando que Debussy portera à son point culminant dans son opéra ».
La troisième et dernière mélodie, L'échelonnement des haies, sur le poème no XIII de la troisième partie de Sagesse, annonce « maintes pages pianistiques des années 1900 ».
Pour Denis Herlin, dans l'ensemble, « l'écriture vocale de Debussy s'est profondément transformée au profit d'une tessiture plus resserrée et d'une fine mise en valeur du texte ».
La durée moyenne d'exécution du recueil est de six minutes environ.
Dans le catalogue des œuvres du compositeur établi par le musicologue François Lesure, les Trois mélodies portent le numéro L 85 (81).

## Discographie
- Debussy Songs vol. 1, Christopher Maltman (en) (baryton), Malcolm Martineau (piano), Hyperion Records CDA67357, 2003.
- Claude Debussy : intégrale des mélodies, 4 CD, Liliana Faraon et Magali Léger (sopranos), Marie-Ange Todorovitch (mezzo-soprano), Gilles Ragon (ténor), François Le Roux (baryton), Jean-Louis Haguenauer (piano), Ligia Digital, 2014[6],[7] ;
- Claude Debussy : The complete works, CD 21, Gérard Souzay (baryton) et Dalton Baldwin (piano), Warner Classics, 2018[8].